# Are u docono Softpunk!?
『are u docono Softpunk!?』（アーユー ドコノ ソフトパンク!?）は、High Speed Boyzのオリジナルアルバム。2010年7月7日にfreedom recordsから発売された。

## 概要
バンド初のオリジナルアルバムであり、現在唯一のアルバム作品。
とある会社3社の名前を意識したかのようなアルバム名になっている。
今作のアルバムの為に制作されたCMは、構成からプロデュース、監督まですべてメンバーのJINが行っている。CMは2バージョン存在しており、いずれも『奉行編』だが、テレビで放映される15秒バージョンと43秒のロングバージョンが存在する。
今作にはCD EXTRAが収録されており、これまでに発売された3作のシングルのPVが収録されている。
歌詞カードの最後に、メンバー直筆のメッセージが書かれている。

## 収録曲
いずれも、作詞・作曲・編曲：High Speed Boyzである。
1. Tokyo 0:30 am [1:46]
インスト曲。
2. Mr.Dizzy [3:38]
3. BAD CITY [3:24]
デビューシングル「CHILDHOOD'S END/BAD CITY」収録曲。今作のアルバムに収録されているシングル曲の中で、唯一のオリジナルバージョンでの収録。
4. LONELY NIGHT (Album Mix) [3:59]
2ndシングル。
5. BILLION DOLLAR BABY [3:25]
6. GOOD MORNING [5:11]
7. story [5:19]
歌詞カードには9割日本語で書かれているが、ほとんど英語訳で歌われており、最後は日本語で歌われている。
8. KRASH KRASH (Album Ver.) [5:00]
3rdシングル「叶えたい夢がある 〜4EVER BOYZ AND GIRLZ SPIRIT〜」カップリング。曲名が「CRASH CRASH」から変更されている。
9. CHILDHOOD'S END (Album Mix) [3:39]
デビューシングル「CHILDHOOD'S END/BAD CITY」収録曲。
10. △ [4:54]
2010年5月26日に発売された配信限定シングル。映画『リアル鬼ごっこ2』主題歌。PVが制作されているが、メンバーは未出演であり、タイアップ先のダイジェスト版のような仕上がりになっている。曲名の読みは「サンカク」と読む。ホームページのインフォメーションなどで流れているのが、今楽曲の冒頭部分である。
11. beautiful world [1:23]
インスト曲。ホームページ上で流れているのが今楽曲である。
12. ISSAI GASSAI [3:28]
13. TIME CAPSULE [4:42]
14. 叶えたい夢がある 〜4EVER BOYZ AND GIRLZ SPIRIT〜 (Album Mix) [3:28]
3rdシングル。
15. LONELY NIGHT -FM80'z all night Boyz RMX- [5:09]
3rdシングル「叶えたい夢がある 〜4EVER BOYZ AND GIRLZ SPIRIT〜」収録曲。
16. 4EVER 8bit Boyz [1:08]
原曲は「叶えたい夢がある 〜4EVER BOYZ AND GIRLZ SPIRIT〜」である。インスト。